# Almyros
Almyros (Grieks: Αλμυρός, wat betekent "zout") is een plaats en gemeente in de Griekse regio Thessalië. De gemeente telt 13.198 inwoners.

## Plaatsen
Almyros is sedert 2011 een fusiegemeente (dimos) in de Griekse bestuurlijke regio (periferia) Thessalië.
De vier deelgemeenten (dimotiki enotita) van de fusiegemeente zijn:
- Almyros (Αλμυρός)
- Anavra (Ανάβρα)
- Pteleos (Πτελεός)
- Sourpi (Σούρπη)

## Verkeer en vervoer

### Wegen
De gemeente Almyros wordt doorsneden door de A1 (E75).